# Dwayne De Rosario
Dwayne Anthony De Rosario (Scarborough, 15 maggio 1978) è un ex calciatore canadese, di ruolo centrocampista.

## Biografia
Suo figlio Osaze è a sua volta un calciatore professionista.

## Carriera

### Club
Iniziò la sua carriera nel 1997 in Canada, nei Toronto Lynx. Giocò 7 partite mettendo a segno 3 reti. L'anno successivo si trasferì all'FSV Zwickau, dove riuscì a mettere a segno un solo gol in 12 partite. Dal 1999 al 2000 giocò nei Richmond Kickers, dove segnò 17 reti in 35 partite. Nel 2001, arrivò nella Major League Soccer, dove giocò per i San Jose Earthquakes fino al 2005, segnando 27 reti in 108 partite. Nello stesso 2005 vinse, bissando la vittoria dell'anno precedente, il premio della MLS Goal of the Year, ovvero il miglior gol dell'anno, per merito di una rete segnata su punizione contro i Los Angeles Galaxy.
Dal 2006, ha giocato negli Houston Dynamo, prima di trasferirsi nel 2009 al Toronto FC segnando 29 reti in 57 partite. Il 1º aprile 2011 è stato acquistato dai New York Red Bulls in cambio di Tony Tchani e Danleigh Borman.
Segna il suo primo gol con la maglia dei New York Red Bulls su rigore contro il Chivas USA.
Dopo 13 partite giocate con i New York Red Bulls, è stato acquistato il 27 giugno 2011 dai D.C. United in cambio del centrocampista Dax McCarty.
Segna il suo primo gol con i colori del D.C. United proprio contro la sua ex squadra: i New York Red Bulls.
Il 9 gennaio 2014 ritorno al Toronto FC, rimanendovi fino a dicembre dello stesso anno.
Il 10 maggio 2015, annuncia ufficialmente il suo ritiro.

### Nazionale
Figlio di emigrati guyanesi che si stabilirono in Canada negli anni '70, esordisce nella nazionale maggiore canadese nel 1998, vincendo la Gold Cup nel 2000. Con i suoi 22 gol, è il miglior marcatore della Nazionale canadese.

## Statistiche

### Cronologia presenze e reti in nazionale
| Cronologia completa delle presenze e delle reti in nazionale ― Canada | Cronologia completa delle presenze e delle reti in nazionale ― Canada | Cronologia completa delle presenze e delle reti in nazionale ― Canada | Cronologia completa delle presenze e delle reti in nazionale ― Canada | Cronologia completa delle presenze e delle reti in nazionale ― Canada | Cronologia completa delle presenze e delle reti in nazionale ― Canada | Cronologia completa delle presenze e delle reti in nazionale ― Canada | Cronologia completa delle presenze e delle reti in nazionale ― Canada |
| Data                                                                  | Città                                                                 | In casa                                                               | Risultato                                                             | Ospiti                                                                | Competizione                                                          | Reti                                                                  | Note                                                                  |
| --------------------------------------------------------------------- | --------------------------------------------------------------------- | --------------------------------------------------------------------- | --------------------------------------------------------------------- | --------------------------------------------------------------------- | --------------------------------------------------------------------- | --------------------------------------------------------------------- | --------------------------------------------------------------------- |
| 18-5-1998                                                             | Toronto                                                               | Canada                                                                | 1 – 0                                                                 | Macedonia                                                             | Amichevole                                                            | -                                                                     | 54’                                                                   |
| 2-9-1999                                                              | Toronto                                                               | Canada                                                                | 1 – 0                                                                 | Giamaica                                                              | Amichevole                                                            | -                                                                     | 72’                                                                   |
| 6-10-1999                                                             | Los Angeles                                                           | Canada                                                                | 0 – 0                                                                 | Cuba                                                                  | Amichevole                                                            | -                                                                     |                                                                       |
| 15-2-2000                                                             | Los Angeles                                                           | Canada                                                                | 0 – 0                                                                 | Corea del Sud                                                         | Amichevole                                                            | -                                                                     | 63’                                                                   |
| 16-7-2000                                                             | Edmonton                                                              | Canada                                                                | 0 – 2                                                                 | Trinidad e Tobago                                                     | Qual. Mondiali 2002                                                   | -                                                                     | 77’                                                                   |
| 24-4-2001                                                             | Il Cairo                                                              | Egitto                                                                | 3 – 0                                                                 | Canada                                                                | Amichevole                                                            | -                                                                     | 75’                                                                   |
| 30-5-2001                                                             | Il Cairo                                                              | Iran                                                                  | 0 – 1                                                                 | Canada                                                                | Amichevole                                                            | -                                                                     | 55’                                                                   |
| 2-6-2001                                                              | Ibaraki                                                               | Canada                                                                | 0 – 0                                                                 | Brasile                                                               | Conf. Cup 2001 - 1º turno                                             | -                                                                     | 84’                                                                   |
| 4-6-2001                                                              | Niigata                                                               | Canada                                                                | 2 – 0                                                                 | Camerun                                                               | Conf. Cup 2001 - 1º turno                                             | -                                                                     | 46’                                                                   |
| 17-1-2002                                                             | Miami                                                                 | Haiti                                                                 | 0 – 2                                                                 | Canada                                                                | Gold Cup 2002 - 1º turno                                              | -                                                                     | 83’                                                                   |
| 22-1-2002                                                             | Miami                                                                 | Ecuador                                                               | 2 – 0                                                                 | Canada                                                                | Gold Cup 2002 - 1º turno                                              | -                                                                     | 80’                                                                   |
| 26-1-2002                                                             | Miami                                                                 | Canada                                                                | 1 – 1 dts (6 – 5 dtr)                                                 | Martinica                                                             | Gold Cup 2002 - Quarti di finale                                      | -                                                                     | 54’ 70’                                                               |
| 30-1-2002                                                             | Pasadena                                                              | Stati Uniti                                                           | 0 – 0 dts (4 – 2 dtr)                                                 | Canada                                                                | Gold Cup 2002 - Semifinale                                            | -                                                                     | 75’                                                                   |
| 2-2-2002                                                              | Pasadena                                                              | Canada                                                                | 2 – 1                                                                 | Corea del Sud                                                         | Gold Cup 2002 - Finale 3º posto                                       | 1                                                                     | 89’                                                                   |
| 15-5-2002                                                             | San Gallo                                                             | Svizzera                                                              | 1 – 3                                                                 | Canada                                                                | Amichevole                                                            | -                                                                     |                                                                       |
| 15-10-2002                                                            | Edimburgo                                                             | Scozia                                                                | 3 – 1                                                                 | Canada                                                                | Amichevole                                                            | 1                                                                     |                                                                       |
| 11-10-2003                                                            | Tampere                                                               | Finlandia                                                             | 3 – 2                                                                 | Canada                                                                | Amichevole                                                            | 1                                                                     | 46’                                                                   |
| 18-1-2004                                                             | Bridgetown                                                            | Barbados                                                              | 0 – 1                                                                 | Canada                                                                | Amichevole                                                            | -                                                                     |                                                                       |
| 30-5-2004                                                             | Cardiff                                                               | Galles                                                                | 1 – 0                                                                 | Canada                                                                | Amichevole                                                            | -                                                                     | 84’                                                                   |
| 13-6-2004                                                             | Kingston                                                              | Belize                                                                | 0 – 4                                                                 | Canada                                                                | Qual. Mondiali 2006                                                   | -                                                                     |                                                                       |
| 16-6-2004                                                             | Kingston                                                              | Canada                                                                | 4 – 0                                                                 | Belize                                                                | Qual. Mondiali 2006                                                   | 2                                                                     |                                                                       |
| 18-8-2004                                                             | Burnaby                                                               | Canada                                                                | 0 – 2                                                                 | Guatemala                                                             | Qual. Mondiali 2006                                                   | -                                                                     |                                                                       |
| 4-9-2004                                                              | Edmonton                                                              | Canada                                                                | 1 – 1                                                                 | Honduras                                                              | Qual. Mondiali 2006                                                   | -                                                                     | 30’ 78’                                                               |
| 8-9-2004                                                              | San José                                                              | Costa Rica                                                            | 1 – 0                                                                 | Canada                                                                | Qual. Mondiali 2006                                                   | -                                                                     |                                                                       |
| 9-10-2004                                                             | San Pedro Sula                                                        | Honduras                                                              | 1 – 1                                                                 | Canada                                                                | Qual. Mondiali 2006                                                   | -                                                                     |                                                                       |
| 13-10-2004                                                            | Burnaby                                                               | Canada                                                                | 1 – 3                                                                 | Costa Rica                                                            | Qual. Mondiali 2006                                                   | 1                                                                     |                                                                       |
| 17-11-2004                                                            | Città del Guatemala                                                   | Guatemala                                                             | 0 – 1                                                                 | Canada                                                                | Qual. Mondiali 2006                                                   | 1                                                                     |                                                                       |
| 9-2-2005                                                              | Belfast                                                               | Irlanda del Nord                                                      | 0 – 1                                                                 | Canada                                                                | Amichevole                                                            | -                                                                     |                                                                       |
| 26-3-2005                                                             | Barcelos                                                              | Portogallo                                                            | 4 – 1                                                                 | Canada                                                                | Amichevole                                                            | -                                                                     | 42’                                                                   |
| 2-7-2005                                                              | Burnaby                                                               | Canada                                                                | 1 – 2                                                                 | Honduras                                                              | Amichevole                                                            | -                                                                     | 78’                                                                   |
| 7-7-2005                                                              | Seattle                                                               | Canada                                                                | 0 – 1                                                                 | Costa Rica                                                            | Gold Cup 2005 - 1º turno                                              | -                                                                     |                                                                       |
| 9-7-2005                                                              | Seattle                                                               | Stati Uniti                                                           | 2 – 0                                                                 | Canada                                                                | Gold Cup 2005 - 1º turno                                              | -                                                                     | 23’                                                                   |
| 12-7-2005                                                             | Foxborough                                                            | Canada                                                                | 2 – 1                                                                 | Cuba                                                                  | Gold Cup 2005 - 1º turno                                              | -                                                                     | 45’                                                                   |
| 3-9-2005                                                              | Santander                                                             | Spagna                                                                | 2 – 1                                                                 | Canada                                                                | Amichevole                                                            | -                                                                     | 85’                                                                   |
| 16-11-2005                                                            | Hesperange                                                            | Lussemburgo                                                           | 0 – 1                                                                 | Canada                                                                | Amichevole                                                            | -                                                                     |                                                                       |
| 22-1-2006                                                             | San Diego                                                             | Stati Uniti                                                           | 0 – 0                                                                 | Canada                                                                | Amichevole                                                            | -                                                                     |                                                                       |
| 1-3-2006                                                              | Vienna                                                                | Austria                                                               | 0 – 2                                                                 | Canada                                                                | Amichevole                                                            | -                                                                     |                                                                       |
| 25-3-2007                                                             | Devonshire                                                            | Barbados                                                              | 0 – 3                                                                 | Canada                                                                | Amichevole                                                            | -                                                                     |                                                                       |
| 1-6-2007                                                              | Maracaibo                                                             | Venezuela                                                             | 2 – 2                                                                 | Canada                                                                | Amichevole                                                            | 1                                                                     | 65’                                                                   |
| 6-6-2007                                                              | Miami                                                                 | Costa Rica                                                            | 1 – 2                                                                 | Canada                                                                | Gold Cup 2007 - 1º turno                                              | -                                                                     |                                                                       |
| 9-6-2007                                                              | Miami                                                                 | Canada                                                                | 1 – 2                                                                 | Guadalupa                                                             | Gold Cup 2007 - 1º turno                                              | -                                                                     |                                                                       |
| 11-6-2007                                                             | Miami                                                                 | Haiti                                                                 | 0 – 2                                                                 | Canada                                                                | Gold Cup 2007 - 1º turno                                              | 2                                                                     |                                                                       |
| 16-6-2007                                                             | Foxborough                                                            | Canada                                                                | 3 – 0                                                                 | Guatemala                                                             | Gold Cup 2007 - Quarti di finale                                      | 1                                                                     | 90’                                                                   |
| 21-6-2007                                                             | Chicago                                                               | Stati Uniti                                                           | 2 – 1                                                                 | Canada                                                                | Gold Cup 2007 - Semifinale                                            | -                                                                     | 68’                                                                   |
| 12-9-2007                                                             | Toronto                                                               | Canada                                                                | 1 – 1                                                                 | Costa Rica                                                            | Amichevole                                                            | 1                                                                     |                                                                       |
| 30-1-2008                                                             | Fort-de-France                                                        | Martinica                                                             | 0 – 1                                                                 | Canada                                                                | Amichevole                                                            | 1                                                                     |                                                                       |
| 26-3-2008                                                             | Tallinn                                                               | Estonia                                                               | 2 – 0                                                                 | Canada                                                                | Amichevole                                                            | -                                                                     |                                                                       |
| 31-5-2008                                                             | Seattle                                                               | Brasile                                                               | 3 – 2                                                                 | Canada                                                                | Amichevole                                                            | -                                                                     | 80’                                                                   |
| 15-6-2008                                                             | Kingstown                                                             | Saint Vincent e Grenadine                                             | 0 – 3                                                                 | Canada                                                                | Qual. Mondiali 2010                                                   | 1                                                                     |                                                                       |
| 20-6-2008                                                             | Montréal                                                              | Canada                                                                | 4 – 1                                                                 | Saint Vincent e Grenadine                                             | Qual. Mondiali 2010                                                   | 2                                                                     |                                                                       |
| 20-8-2008                                                             | Toronto                                                               | Canada                                                                | 1 – 1                                                                 | Giamaica                                                              | Qual. Mondiali 2010                                                   | -                                                                     | 25’                                                                   |
| 6-9-2008                                                              | Montréal                                                              | Canada                                                                | 1 – 2                                                                 | Honduras                                                              | Qual. Mondiali 2010                                                   | -                                                                     |                                                                       |
| 10-9-2008                                                             | Tuxtla Gutiérrez                                                      | Messico                                                               | 2 – 1                                                                 | Canada                                                                | Qual. Mondiali 2010                                                   | -                                                                     | 13’                                                                   |
| 24-5-2010                                                             | Buenos Aires                                                          | Argentina                                                             | 5 – 0                                                                 | Canada                                                                | Amichevole                                                            | -                                                                     | 87’                                                                   |
| 4-9-2010                                                              | Toronto                                                               | Canada                                                                | 0 – 2                                                                 | Perù                                                                  | Amichevole                                                            | -                                                                     |                                                                       |
| 9-2-2011                                                              | Larissa                                                               | Grecia                                                                | 1 – 0                                                                 | Canada                                                                | Amichevole                                                            | -                                                                     |                                                                       |
| 1-6-2011                                                              | Toronto                                                               | Canada                                                                | 2 – 2                                                                 | Ecuador                                                               | Amichevole                                                            | -                                                                     |                                                                       |
| 7-6-2011                                                              | Detroit                                                               | Stati Uniti                                                           | 2 – 0                                                                 | Canada                                                                | Gold Cup 2011 - 1º turno                                              | -                                                                     | 81’                                                                   |
| 11-6-2011                                                             | Tampa                                                                 | Canada                                                                | 1 – 0                                                                 | Guadalupa                                                             | Gold Cup 2011 - 1º turno                                              | 1                                                                     | 63’                                                                   |
| 14-6-2011                                                             | Kansas City                                                           | Canada                                                                | 1 – 1                                                                 | Panama                                                                | Gold Cup 2011 - 1º turno                                              | 1                                                                     |                                                                       |
| 2-9-2011                                                              | Toronto                                                               | Canada                                                                | 4 – 1                                                                 | Saint Lucia                                                           | Qual. Mondiali 2014                                                   | 1                                                                     |                                                                       |
| 6-9-2011                                                              | Bayamón                                                               | Portogallo                                                            | 0 – 3                                                                 | Canada                                                                | Qual. Mondiali 2014                                                   | -                                                                     |                                                                       |
| 7-10-2011                                                             | Gros Islet                                                            | Saint Lucia                                                           | 0 – 7                                                                 | Canada                                                                | Qual. Mondiali 2014                                                   | -                                                                     | 54’                                                                   |
| 11-10-2011                                                            | Toronto                                                               | Canada                                                                | 0 – 0                                                                 | Portogallo                                                            | Qual. Mondiali 2014                                                   | -                                                                     |                                                                       |
| 11-11-2011                                                            | Basseterre                                                            | Saint Kitts e Nevis                                                   | 0 – 0                                                                 | Canada                                                                | Qual. Mondiali 2014                                                   | -                                                                     | 80’                                                                   |
| 15-11-2011                                                            | Toronto                                                               | Canada                                                                | 4 – 0                                                                 | Saint Kitts e Nevis                                                   | Qual. Mondiali 2014                                                   | 1                                                                     |                                                                       |
| 3-6-2012                                                              | Toronto                                                               | Canada                                                                | 0 – 0                                                                 | Stati Uniti                                                           | Amichevole                                                            | -                                                                     |                                                                       |
| 8-6-2012                                                              | L'Avana                                                               | Cuba                                                                  | 0 – 1                                                                 | Canada                                                                | Qual. Mondiali 2014                                                   | -                                                                     |                                                                       |
| 12-6-2012                                                             | Toronto                                                               | Canada                                                                | 0 – 0                                                                 | Honduras                                                              | Qual. Mondiali 2014                                                   | -                                                                     | 26’                                                                   |
| 7-9-2012                                                              | Toronto                                                               | Canada                                                                | 1 – 0                                                                 | Panama                                                                | Qual. Mondiali 2014                                                   | 1                                                                     |                                                                       |
| 11-9-2012                                                             | Panama                                                                | Panama                                                                | 2 – 0                                                                 | Canada                                                                | Qual. Mondiali 2014                                                   | -                                                                     | 21’                                                                   |
| 26-1-2013                                                             | Tucson                                                                | Canada                                                                | 0 – 4                                                                 | Danimarca                                                             | Amichevole                                                            | -                                                                     | 62’                                                                   |
| 29-1-2013                                                             | Houston                                                               | Stati Uniti                                                           | 0 – 0                                                                 | Canada                                                                | Amichevole                                                            | -                                                                     | 81’                                                                   |
| 8-9-2013                                                              | Oliva                                                                 | Mauritania                                                            | 0 – 0                                                                 | Canada                                                                | Amichevole                                                            | -                                                                     | 65’                                                                   |
| 15-10-2013                                                            | Londra                                                                | Canada                                                                | 0 – 3                                                                 | Australia                                                             | Amichevole                                                            | -                                                                     | 46’                                                                   |
| 15-11-2013                                                            | Olomouc                                                               | Rep. Ceca                                                             | 2 – 0                                                                 | Canada                                                                | Amichevole                                                            | -                                                                     |                                                                       |
| 19-11-2013                                                            | Celje                                                                 | Slovenia                                                              | 1 – 0                                                                 | Canada                                                                | Amichevole                                                            | -                                                                     | 32’                                                                   |
| 8-9-2014                                                              | Toronto                                                               | Canada                                                                | 3 – 1                                                                 | Giamaica                                                              | Amichevole                                                            | -                                                                     | 86’                                                                   |
| 18-11-2014                                                            | Panama                                                                | Panama                                                                | 0 – 0                                                                 | Canada                                                                | Amichevole                                                            | -                                                                     | 84’                                                                   |
| 16-1-2015                                                             | Orlando                                                               | Canada                                                                | 1 – 2                                                                 | Islanda                                                               | Amichevole                                                            | 1                                                                     | 46’                                                                   |
| 19-1-2015                                                             | Orlando                                                               | Canada                                                                | 1 – 1                                                                 | Islanda                                                               | Amichevole                                                            | 1                                                                     | 58’                                                                   |
| Totale                                                                |                                                                       | Presenze (7º posto)                                                   | 81                                                                    |                                                                       | Reti (2º posto)                                                       | 22                                                                    |                                                                       |

## Palmarès

### Club
- Campionato MLS: 4

San Jose Earthquakes: 2001, 2003
Houston Dynamo: 2006, 2007
- MLS Supporters' Shield: 1

San Jose Earthquakes: 2005
- Canadian Championship: 2

Toronto FC: 2009, 2010
- Lamar Hunt U.S. Open Cup: 1

D.C. United: 2013

### Nazionale
- Gold Cup: 1

2000

### Individuale
- Gol dell'anno della MLS: 2

2004, 2005
- MLS All-Star: 7

2006, 2007, 2008, 2009, 2010, 2011, 2012
- Calciatore canadese dell'anno: 4

2005, 2006, 2007, 2011
- MLS Best XI: 6

2005, 2006, 2007, 2009, 2010, 2011
- Premio MVP del Canadian Championship: 2

2009, 2010
- Capocannoniere del Canadian Championship: 2

2009 (3 reti), 2010 (1 rete)
- MVP della Major League Soccer: 1

2011
- MLS Golden Boot: 1

2011